# Thesium disciflorum
Thesium disciflorum är en sandelträdsväxtart som beskrevs av Arthur William Hill. Thesium disciflorum ingår i släktet spindelörter, och familjen sandelträdsväxter. Inga underarter finns listade i Catalogue of Life.